# 硝酸プラセオジム(III)
硝酸プラセオジム(III)（しょうさんプラセオジム さん、英語: praseodymium(III) nitrate）は、化学式が Pr(NO
3)
3 ·  xH
2O で表される無機化合物である。これらの塩は、鉱石からのプラセオジムの抽出と精製に使用される。六水和物はX線結晶構造解析によって特徴付けられている
硝酸プラセオジムは、酸化プラセオジム(III)を硝酸で処理することで合成できる。
Pr
2O
3 + 6 HNO
3  →  2 Pr(NO
3)
3 + 3 H
2O